# Rorippa megasperma
Rorippa megasperma là một loài thực vật có hoa trong họ Cải. Loài này được Stuckey miêu tả khoa học đầu tiên năm 1972.